# 徐寿兹

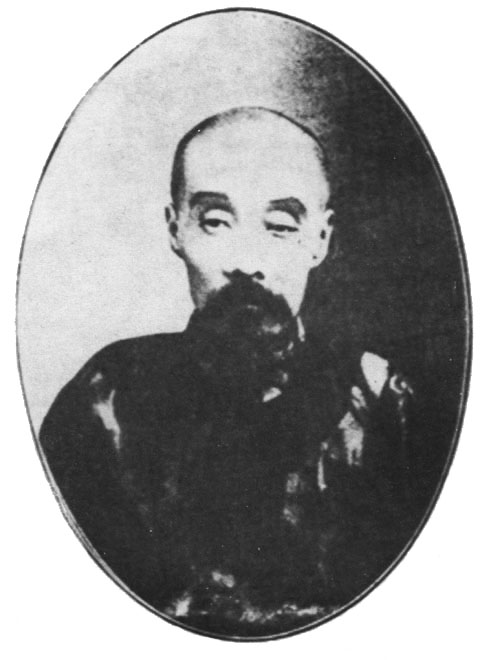

徐寿兹（1852年—1917年）字受之，一字袖芝，號亢庵，江蘇省元和县（今蘇州市）人。清朝及中华民国官员。

## 生平
徐寿兹是光緒五年（1879年）舉人，曾任清朝河南省許州知州。
中华民国成立后，1914年2月至5月，任上海观察使。民国3年（1914年）10月，江苏巡按使韩国钧在吴县设立江南水利局主持兴修江南水利，徐寿兹任首任总办。

## 著作
- 《濟遊詞鈔》
- 《亢庵遺稿》
- 《学治识端》